# Серебрянська Катерина Олегівна
Серебря́нська Катери́на Оле́гівна (нар. 25 жовтня 1977, Сімферополь) — українська художня гімнастка, заслужений майстер спорту України з художньої гімнастики, олімпійська чемпіонка. Дочка Любові Серебрянської.

## Біографія
Катерина Серебрянська народилася 25 жовтня 1977 р. у Сімферополі (Кримська область) у родині спортсменів. Батько — Серебрянський Олег Васильович — майстер спорту з футболу, а мати Серебрянська Любов Овсіївна — майстер спорту з гімнастики. Катерина Серебрянська почала займатися художньою гімнастикою з 4 років. Спочатку вона займалася в Палаці піонерів та школярів в Сімферополі, потім — в спортивному товаристві «Колос», відтоді — в спортивному товаристві Профспілок. З 1989 р. — вона член товариства «Динамо».
Тренер — заслужений тренер України Серебрянська Л. О. Вперше перемогла у 10-річному віці на турнірі «Олімпійські надії України».
У 1999 р. закінчила Харківський національний інститут фізичної культури та спорту.
Кандидат наук з фізичного виховання та спорту (2004).

### Сім'я
Має сина Євгена. В липні 2020 року народила другого сина.

## Спортивні досягнення
Багатократна володарка призових місць на Чемпіонатах світу з художньої гімнастики 1992—1998 рр. (8 золотих, 4 срібних, 3 бронзових медалі), на Чемпіонатах Європи (9 золотих, 3 срібних, 4 бронзових медалі),
— володарка кубка Європи та триразова володарка Кубка «Гран-Прі» (1994—1995 рр.),
— абсолютна чемпіонка світу (1995 р.) та Європи (1996),
— абсолютна олімпійська чемпіонка Атланти з художньої гімнастики (1996 рр.)
1987 — перемогла на Всесоюзній спартакіаді школярів та на Кубку СРСР серед дітей молодшого віку. 

1989 — перемога на міжнародному турнірі у Франції. 

1991 — Чемпіонат Європи серед дітей у Португалії у складі молодіжної збірної СРСР. Командне місце — 1, «золото» — вправа з м'ячем, «срібло» — вправа з обручем. 

1992 — Чемпіонат світу в Брюсселі. Виступала у груповим вправах (4 місце) та в індивідуальній програмі (5 місце).

1993 — Чемпіонат світу в Іспанії. Віце-чемпіонка світу (2 місце) та чемпіонка світу у вправах зі скакалкою, «срібло» — у вправах з обручем, «бронза» — у вправах з м'ячем та стрічкою. 

1994 — Володарка кубка Європи (Англія). 

1994 — Чемпіонат Європи у Греції:1 золота медаль у вправах з м'ячем, 1 золота медаль у вправах з булавою, 1 золота медаль у командному заліку. 

1994 — Чемпіонат світу у Парижі: 4 золоті медалі в окремих видах багатоборства, 4 місце у багатоборстві. 

1994 — Володарка Гран-Прі МФГ. 

1994 — Володарка кубка світу серед клубів (Aeon Cup). 

1995 — Чемпіонат світу: Абсолютна чемпіонка світу. 1 золота медаль в окремому виді багатоборства, 1 срібна медаль в окремому виді багатоборства, 1 бронзова медаль в окремому виді багатоборства. 

1995 — Володарка Гран-прі МФГ. 

1995 — Володарка кубка Європи (Англія). 

1995 — Володарка кубка світу серед клубів(Aeon Cup). 

1996 — Чемпіонат Європи в Осло (Норвегія). Абсолютна чемпіонка Європи. 2 золоті медалі, 1 срібна медаль в окремих видах. 

1996 — Чемпіонат світу в окремих видах (Будапешт). 1 золота медаль у вправах з м'ячем, 1 срібна медаль у вправах зі скакалкою. 

1996 — Абсолютна чемпіонка Олімпійських ігор в Атланті-96 (Америка). 

1996 — Володарка кубка світу серед клубів (Aeon Cup). 

1997 — Чемпіонка Європи у вправах зі скакалкою. 

1998 — Чемпіонка Європи у вправах з обручем.

## Нагороди та почесні звання
- Почесна відзнака Президента України (1995) — за видатні досягнення, вагомий особистий внесок в утвердження авторитету України у світовому спортивному співтоваристві[2]
- Відзнака Президента України — хрест «За мужність» (7 серпня 1996) — за видатні спортивні перемоги на XXVI літніх Олімпійських іграх в Атланті, особистий внесок у піднесення авторитету і престижу України в світі[3]
- Орден «За заслуги» II ст. (1999) — за вагомі досягнення в професійній діяльності, багаторічну сумлінну працю[4]
- Орден княгині Ольги III ст. (2009) — за вагомий особистий внесок у справу консолідації українського суспільства, розбудову демократичної, соціальної і правової держави та з нагоди Дня Соборності України[5]
- звання Почесного громадянина Автономної Республіки Крим (1997)
- Жінка року (1996)
- заслужений майстер спорту України (1996)

## Професійна діяльність
- Голова комісії спортсменів НОК України
- Керівник центру фізичного та естетичного виховання «Студія Серебрянських» (Київ, Одеса, Сімферополь)
- Автор та ведуча телевізійної програми «Ранкова гімнастика з Катериною Серебрянською»

## Громадська діяльність
- з 2002 — Благодійний фонд допомоги спортсменам України
- з вересня 2005 — Благодійна акція «Діти допомагають дітям!» (заняття спортом по програмі Студії Серебрянських для дітей сиріт з школи інтернату № 3, обладнання спортивного залу інтернату, а також забезпечення дітей спортивною екіпіровкою)
- Листопад-грудень 2005 — всеукраїнська соціальна акція «Дитинство — дітям»
- З січня 2006 — член Національної експертної комісії з питань захисту громадської моралі